# Pasek (województwo mazowieckie)
Pasek – wieś w Polsce położona w województwie mazowieckim, w powiecie wołomińskim, w gminie Klembów. Ma status sołectwa
| SIMC    | Nazwa       | Rodzaj     |
| ------- | ----------- | ---------- |
| 1060033 | Stary Pasek | przysiółek |

W latach 1975–1998 miejscowość administracyjnie należała do województwa ostrołęckiego.
Wierni Kościoła rzymskokatolickiego należą do parafii św. Klemensa Papieża i Męczennika w Klembowie.